# Loulans-Verchamp
Loulans-Verchamp là một xã thuộc tỉnh Haute-Saône trong vùng Bourgogne-Franche-Comté phía đông nước Pháp.